# 6099 Saarland
A 6099 Saarland (ideiglenes jelöléssel 1991 UH4) a Naprendszer kisbolygóövében található aszteroida. Freimut Börngen fedezte fel 1991. október 30-án.